# Univerzitet Severne Karoline (Čapel Hil)
Univerzitet Severne Karoline u Čapel Hilu, takođe poznat kao UNC-Čapel Hil, UNC, Čapel Hil, Sverna Karolina, ili jednostavno Karolina je javni istraživački univerzitet u Čapel Hilu u Severnoj Karolini. To je vodeći od 17 kampusa sistema Univerziteta Severne Karoline. Nakon uspostavljanja 1789. godine, univerzitet je prvi put počeo da upisuje studente 1795. godine, iz kog razloga se smatra jednom od tri škole koje su stekle status najstarijeg javnog univerziteta u Sjedinjenim Državama. Među kandidatima za ovaj status, Univerzitet Severne Karoline u Čapel Hilu jedini je održavao nastavu i dodeljivao diplome kao javni univerzitet u osamnaestom veku.
Kao prva javna ustanova visokog obrazovanja u Severnoj Karolini, ova škola je otvorila svoja vrata za studente 12. februara 1795. godine. Univerzitet nudi diplome u preko 70 studijskih kurseva kroz četrnaest koledža i Koledž umetnosti i nauka. Svi dodiplomski studenti dobijaju obrazovanje u slobodnim umetnostima i imaju mogućnost da pohađaju studije u stručnim školama na univerzitetu ili u okviru Koledža umetnosti i nauke nakon sticanja juniorskog statusa. Pod vođstvom predsednika Kemp Plamer Betla, Severna Karolina je 1877. godine postala koobrazovna institucija i započet je proces desegregacije 1951. godine, kada su afričko-američki studenti primljeni. Godine 1952, Severna Karolina je otvorila svoju bolnicu, UNC zdravstvena nega, za istraživanje i lečenje, i od tada se specijalizovala za lečenje raka. Studenti ove škole, alumni i sportski timovi poznati su pod nazivom Tar Hils.
Nastavno osoblje i alumni UNC-a obuhvata 9 dobitnika Nobelove nagrade, 23 dobitnika Pulicerove nagrade, i 49 Rodsovih stipendista. Dodatni značajni alumni uključuju predsednika SAD, potpredsednika SAD, 38 guvernera američkih država, 98 članova kongresa Sjedinjenih Američkih Država, 9 članova kabineta, 39 stipendista Henrija Luca, 9 pobednika Svetskog kupa i 3 astronauta, kao i osnivače i direktore Fočun 500 kompanija.
Kampus pokriva 3 km2 u centru grada Čapel Hils, čime je obuhvaćen Morhed planetorijum, kao i mnoge robne kuće i prodavnice koje se nalaze u Franklin ulici. Studenti mogu da učestvuju u preko 550 zvanično priznatih studentskih organizacija. Studentski list Dejli Tar Hil osvojio je nacionalne nagrade za kolegijalne medije, dok je studentska radio stanica WXYC proizvela prvu internet radio emisiju na svetu. Godine 2018, UNC je rangiran među 30 najboljih univerziteta u Sjedinjenim Državama prema Akademskom rangiranju svetskih univerziteta, Vašingtonskom mesečniku i US vestima i svetskom izvještaju. UNC je međunarodno rangiran na 30. i 32. mestu u svetu po Akademskom rangiranju svetskih univerziteta i US vestima i svetskom izvještaju, respektivno. UNC se smatra pripadnikom Javnog bršljana, institucijom koja pruža univerzitetsko iskustvo Lige bršljana po ceni javne škole. Severna Karolina je jedan od osnivačkih članova Atlanske obalske konferencije, koja je osnovana 14. juna 1953. godine. U takmičarskom sportu kao Tar Hils, Severna Karolina je postigla velike sportske uspehe, posebno u muškoj košarci, ženskom fudbalu i ženskom hokeju na travi.

## Istorija
Osnovan aktom Generalne skupštine Severne Karoline dana 11. decembra 1789. godine, kamen temeljac univerziteta položen je 12. oktobra 1793. u blizini ruševina kapele, izabrane zbog centralne lokacije u državi. Kao prvi javni univerzitet pod ustavom SAD, Univerzitet Severne Karoline u Čapel Hilu je jedan od tri univerziteta koji tvrde da su najstariji javni univerzitet u Sjedinjenim Državama i jedina takva institucija koja dodeljuje diplome od osamnaestog veka kao javna ustanova.
Tokom Građanskog rata, guverner Severne Karoline Dejvid Svejn ubedio je konfederatnog predsednika Džefersona Dejvisa da izuzme deo studenata od mobilizacije, tako da je ovaj univerzitet bio jedan od retkih u Konfederaciji koji je uspeo da ostane otvoren. Međutim, naselje Čapel Hil je pretrpelo veći gubitak stanovnika tokom rata nego bilo koje drugo naselje na jugu, a kada se broj studenata nije oporavio, univerzitet je bio primoran da se zatvori tokom rekonstrukcije od 1. decembra 1870. do 6. septembra 1875. godine.
Uprkos početnom skepticizmu od strane univerzitetskog predsednika Frenka Portera Grahama, dana 27. marta 1931. godine je usvojen zakon da se ujedini Univerzitet Severne Karoline sa Državnim koledžom za poljoprivredu i inženjering i Ženskim koledžom Univerziteta Severne Karoline da bi se formirao Konsolidovani Univerzitet Severne Karoline. Godine 1963. konsolidovani univerzitet je postao u potpunosti koobrazovna institucija, iako je većina žena i dalje pohađala Ženski koledž tokom prve dve godine, prelazeći u Čapel Hil kao juniori, jer su brucoši morali da žive na kampusu, a postojao je samo jedan ženski studenski dom. Kao rezultat toga, Ženski koledž je preimenovan u „Univerzitet Severne Karoline u Grinsboru”, a Univerzitet Severne Karoline je postao „Univerzitet Severne Karoline u Čapel Hilu”. Godine 1955, UNC je zvanično ukinuo podgrupe.
Tokom Drugog svetskog rata, UNC je bio jedan od 131 koledža i univerziteta na nacionalnom nivou koji su učestvovali u V-12 programu obuke Mornaričkog fakulteta koji je studentima otvarao put do mornaričkog zaposlenja.

## Spoljašnje veze
- Zvanični veb-sajt